# 오자치 초상
오자치 초상(吳自治 肖像)은 서울특별시 종로구, 국립고궁박물관에 있는 조선시대 무신인 오자치의 초상화이다. 1994년 1월 5일 대한민국의 보물 제1190호 전 오자치 초상으로 지정되었으나, 2014년 7월 2일 오자치 초상으로 명칭이 변경되었다.

## 개요
조선시대 무신인 오자치를 그린 것으로 추정되는 초상화로 가로 105cm, 세로 160cm이다. 오자치에 관해서는 알려진 것이 거의 없으나, 세조 13년(1467) 이시애의 난을 물리친 공을 인정받아 일등공신에 올랐다고 한다.
이 초상화는 오른쪽을 바라보고 의자에 앉아있는 모습이다. 머리에는 검은색의 사모를 쓰고 짙푸른색의 관복을 입었으며 두 손은 옷 속으로 마주 잡고 있다. 가슴에는 호랑이무늬를 수놓은 흉배가 있어 이 그림을 그릴 당시 그의 직위가 무관1품이었음을 짐작할 수 있다. 얼굴은 살색을 칠한 후 갈색으로 윤곽을 그렸고 입술은 살빛보다 약간 짙은 황토색을 사용하여 차분한 느낌을 준다. 옷의 외곽선을 각이 지게 표현했고 옷자락의 옆트임 안쪽으로 보이는 안감도 풀을 먹인 것처럼 세차게 표현되었다.
이 그림은 그린 대상만 다를 뿐 장말손의 초상화나 손소의 초상화와 같은 형식과 형태를 보여주고 있어 성종 7년(1476) 모든 공신의 영정을 그리도록 했을 때 함께 그려진 것으로 보인다. 조선 초 몇점 남지않은 귀중한 작품으로 공신그림의 전형적인 모습을 보여주고 있다.

## 같이 보기
- 오자치

## 참고 자료
- 오자치 초상 - 국가유산청 국가유산포털